# ريتشارد براتز
ريتشارد دي براتز (بالإنجليزية: Richard D. Braatz) (من مواليد 19 يوليو 1966) أستاذ إدوين أر جييلاند في معهد ماساتشوستس للتكنولوجيا معروف بأبحاثه في نظريات التحكم وتطبيقاتها في الأنظمة الكيميائية، الصيدلانية وأنظمة المواد.

## السيرة الذاتية

### التعليم
تخرج براتز من جامعة ولاية أوريغون بعد حصوله على درجة البكالوريوس في عام 1988 مع اطروحة جامعية عن تصميم مبادل حراري أشرف عليها أوكتاف ليفنسبيل.

### الحياة العملية
عمل براتز في شركة شيفرون للأبحاث وأفيري دينيسون قبل أن يحصل على شهادة الماجستير ودرجة الدكتوراه في هندسة التحكم من معهد كاليفورنيا للتكنولوجيا تحت إشراف البروفيسور مانفريد موراري. عمل عام بعد حصوله على الدكتوراه في دوبونت قبل أن ينتقل إلى جامعة إلينوي في أوربانا- شامبين حيث شغل منصب رئيس قسم وأستاذ في الهندسة الكيميائية والبيولوجية الجزيئية، الهندسة الكهربائية، هندسة الحاسبات، العلوم والهندسة الميكانيكية، الهندسة الحيوية، الرياضيات التطبيقية والعلوم والهندسة الحاسوبية.
ساهمت أبحاث براتز في مجالات التحكم الآلي، اكتشاف الأخطاء والتشخيص،
 تحميض الأفلام والتبلور.
عمل براتز كباحث زائز لمدة عام في جامعة هارفارد قبل أن ينتقل إلى معهد ماساتشوستس للتكنولوجيا في عام 2010 حيث يواصل أبحاثة في الأنظمة ونظرية التحكم وتطبيقاتها.

## التكريم
براتز حاصل على العديد من الزمالات مثل زمالة الاتحاد الدولي للتحكم الآلي، زمالة معهد مهندسي الكهرباء والإلكترونيات، زمالة جامعة ولاية أوريغون والجمعية الأمريكية لتقدم العلوم.
براتز حاصل على العديد من الأوسمة بما في ذلك جائزة مؤسسة هيرتز للأبحاث، جائزة دونالد إيكمان من مجلس التحكم الآلي الأمريكي، جائزة معهد ماك جراو من مجلس البحوث الهندسية، جائزة أنطونيو روبيرتي للشباب من مؤسسة أنطونيو روبيرتي ومعهد مهندسي الكهرباء والإلكترونيات.

## وصلات خارجية
- الصفحة الشخصية لريتشارد براتز داخل الجامعة
- جائزة دونالد إيكمان نسخة محفوظة 25 يناير 2020 على موقع واي باك مشين.
- جائزة أنطونيو روبيرتي للشباب
- جائزة معهد مهندسي الكهرباء والإلكترونيات
- جائزة معهد جراو
- جائزة مؤسسة هيرتز